# 倫施勒 (伊利諾伊州)
倫施勒（英語：Rentchler）是位於美國伊利諾伊州聖克萊爾縣的一個人口普查指定地區。

## 地理
倫施勒的座標為38°29′29″N 89°52′23″W / 38.49139°N 89.87306°W，而該地最高點為海拔高度141米（即463英尺）。

## 人口
根據2010年美國人口普查的數據，倫施勒的面積為0.06平方千米，當中陸地面積為0.06平方千米，而水域面積為0.00平方千米。當地共有人口34人，而人口密度為每平方千米566.67人。